# Ленское сельское поселение (Пермский край)
Ленское се́льское поселе́ние — упразднённое муниципальное образование в Кунгурском районе Пермского края Российской Федерации.
Административный центр — село Ленск.

## История
Статус и границы сельского поселения установлены Законом Пермской области от 27 декабря 2004 года № 1987-436 «Об утверждении границ и о наделении статусом муниципальных образований Кунгурского района Пермской области».
Законом Пермского края от 9 декабря 2020 года упразднено 22 декабря 2020 года в связи с объединением Кунгура и Кунгурского муниципального района в Кунгурский муниципальный округ, все сельские поселения упразднены.

## Население
| 2010  | 2012  | 2013  | 2014  | 2015  | 2016  | 2017  |
| ----- | ----- | ----- | ----- | ----- | ----- | ----- |
| 2723  | ↗2799 | ↗2823 | ↗2852 | ↘2801 | ↘2785 | ↘2765 |
| 2018  | 2019  | 2020  | 2021  |       |       |       |
| ↘2741 | ↘2714 | ↘2650 | ↘2590 |       |       |       |

## Состав сельского поселения
| №  | Населённый пункт | Тип населённого пункта       | Население |
| -- | ---------------- | ---------------------------- | --------- |
| 1  | Берёзовка        | деревня                      | 17        |
| 2  | Блины            | деревня                      | 177       |
| 3  | Бымок            | посёлок                      | 402       |
| 4  | Верхняя Мельница | деревня                      | 68        |
| 5  | Веслянка         | деревня                      | 395       |
| 6  | Захаровка        | деревня                      | 11        |
| 7  | Змеевка          | деревня                      | 300       |
| 8  | Ленск            | село, административный центр | ↘1013     |
| 9  | Лужки            | деревня                      | 27        |
| 10 | Пермяки          | деревня                      | 11        |
| 11 | Пихтари          | деревня                      | 4         |
| 12 | Подвигаловка     | деревня                      | 58        |
| 13 | Средняя Мельница | деревня                      | 90        |